# Tetracanthella ethelae
Tetracanthella ethelae är en urinsektsart som beskrevs av John L. Wray 1945. Tetracanthella ethelae ingår i släktet Tetracanthella och familjen Isotomidae. Inga underarter finns listade i Catalogue of Life.